# 周小平 (岩土工程专家)
周小平，重庆大学土木工程学院教授，主要从事岩石力学与工程方面的教学与科研工作。曾入选中国教育部长江学者特聘教授，兼任中国岩石力学与工程学会岩石动力学专业委员会副主任委员、中国岩石力学与工程学会工程安全与防护分会副理事长等职务。